# 수박바
수박바는 롯데웰푸드에서 1986년 3월 출시한 아이스크림이다. 출시 30년째였던 2016년 3월 기준 누적 매출 4000억 원, 판매량 13억 개를 기록하였다.
수박의 겉을 표현한 초록색 부분과 속을 표현한 빨간색 부분으로 구성되어 있다. 초록색 부분은 10%, 빨간색 부분이 90% 정도이며 각각 멜론과 수박의 맛, 딸기향의 단맛을 낸다. 빨간 부분에 박힌 수박씨를 닮은 검은 알갱이들은 초콜릿으로 코팅된 땅콩이다.

## 변형

### 아이스크림
- 수박통 - 수박바를 파인트 사이즈로 담은 제품으로, 죠스통과 함께 2017년 4월 홈플러스와 협업하여 출시되었다. 용량은 474mL로, 기존 바 형태의 수박바 양의 6배 용량이다.[6] 두 달 만에 30만 개 가량이 판매되었으며 미국과 캐나다로의 진출 계획이 세워지기도 하였다.[7]
- 수박바 아이스 - 죠스바, 스크류바와 함께 파우치 형태로 출시되었다. 냉기가 잘 보존되고 녹여서 마실 수도 있다는 장점이 있으며, 세 종의 상품이 2017년 5월 말 출시되어 한 달 만에 300만 개, 50일 만에 1000만 개가 판매되었다.[6]
- 거꾸로 수박바 - 기존의 빨간 부분과 초록 부분의 위치를 뒤바꾸어 출시한 제품이다. 일부 소비자들이 그간 초록색 부분이 더 맛있다고 주장하자 롯데제과에서 2017년 6월 말 이러한 주장을 받아들여 거꾸로 수박바를 새로 내놓았다. CU 편의점에서만 판매되었으며 출시 열흘 만에 100만 개가 넘게 판매되었다. 또한 거꾸로 수박바의 히트에 힘입어 기존 수박바의 매출도 40% 이상 증가하였다. 또한 SNS에서 화제가 되기도 하였다.[8][9]
- 색다른 수박바 - 거꾸로 수박바로 흥행을 이뤘던 CU에서 2017년 8월, 100만 개 한정으로 판매한 제품이다. 실제 수박처럼 초록색 부분 안에 빨간 부분이 들어 있어 한 번에 두 맛을 먹을 수 있도록 만들어졌다.[10]
- 노란 수박바 - 2017년 9월 3일 세븐일레븐과 협업하여 한정 판매로 출시한 제품으로, 본래 수박바의 빨간 부분이 노란 부분으로 대체되어 있다.[11] 대만에 수출되기도 하였다.[12]
- 부드러운 수박바 - 기존 수박바에 우유를 더해 만든 제품으로 2017년 말, 겨울 시즌용으로 출시하였다.[13]
- 미니멜츠빅 수박바 - 미니멜츠빅 스크류바와 함께 2018년 5월 출시되었으며, 동학식품과 협업하여 출시하였다. 동학식품은 구슬아이스크림을 판매하는 것으로 잘 알려진 브랜드 미니멜츠를 보유하고 있다. 기존 구슬아이스크림보다 알갱이가 크다.[14][15]
- 완전 시원한 수박바 - 2018년 여름 출시된, 빨간색 부분으로만 만들어진 수박바이다.[16]
- 죠크박바 - 2020년 3월 30일 출시 발표된 제품으로 죠스바, 스크류바, 수박바를 하나로 합친 바 형태의 아이스크림이다. 만우절을 기념하는 기획상품으로 계획되었으며, 4월 한정판으로 나왔다.[17] 출시 일주일 만에 초기 생산량인 180만 개가 완판되어 추가로 생산해야 했다.[18]

### 그 외
- 수박바 젤리 - GS25에서 롯데제과와 손잡고 유어스 꼬깔콘 젤리와 함께 2016년 출시한 젤리 제품이다.[19]
- 왓따 수박바 - 수박바의 맛을 낸 풍선껌이다. 왓따 죠스바, 왓따 스크류바에 이어서 수박바를 왓따 풍선껌으로 2018년 출시하였다.[20]